# Сергіївка (Звягельський район)
Се́ргіївка — село в Україні, в Звягельському районі Житомирської області. Населення становить 302 осіб.

## Географія
На північному заході від села бере початок річка Бровник, права притока Уборті. На східній околиці села є велика водойма.

## Історія
До 1939 року німецька колонія Емільчинської волості Новоград-Волинського повіту Волинської губернії. Відстань від повітового міста 57 верст, від волості 18. Дворів 102, мешканців 564.